# نيكول إستين
نيكول إستين (بالفرنسية: Nicole Estienne)‏ هي كاتِبة وشاعرة فرنسية، ولدت في 1542 في باريس في فرنسا، وتوفيت في 1589.